# Schema in gruppi fondamentale
In matematica, lo schema in gruppi fondamentale è uno schema in gruppi canonicamente associato a uno schema definito su uno schema di Dedekind (ad esempio lo spettro di un campo o lo spettro di un anello a valutazione discreta). È una generalizzazione del gruppo fondamentale étale. Sebbene la sua esistenza sia stata congetturata da Alexander Grothendieck, la prima dimostrazione della sua esistenza si deve, per schemi definiti sui campi, a Madhav Nori. Una dimostrazione della sua esistenza per schemi definiti su schemi di Dedekind si deve a Marco Antei, Michel Emsalem e Carlo Gasbarri.

## Storia
Il gruppo fondamentale (topologico) associato ad uno spazio topologico è il gruppo delle classi di equivalenza di cammini nello spazio modulo omotopia. Sebbene lo stesso gruppo fondamentale sia ancora un oggetto di studio per la classificazione delle varietà algebriche anche in geometria algebrica, per molte applicazioni il gruppo fondamentale si è rivelato inadeguato per la classificazione di oggetti, come gli schemi, che sono più complessi che semplici spazi topologici. Uno stesso spazio topologico può infatti avere più strutture schematiche distinte, ma il suo gruppo (topologico) fondamentale sarà sempre lo stesso. Si è reso quindi necessario creare un nuovo oggetto che tenesse conto dell'esistenza di un fascio strutturale insieme ad uno spazio topologico. Ciò ha portato alla creazione del gruppo fondamentale étale, limite proiettivo di tutti i gruppi finiti che agiscono sui rivestimenti étale dello schema dato {\displaystyle X}. Tuttavia, quest'ultima presenta, in caratteristica positiva, evidenti limiti, poiché non tiene conto dell'esistenza di schemi in gruppi che non siano étale (ad esempio {\displaystyle \alpha _{p}} quando la caratteristica è {\displaystyle p>0}) e che agiscono su torsori finiti su {\displaystyle X}, una generalizzazione naturale dei rivestimenti. Era da questa idea che Grothendieck sperava nella creazione di un nuovo "vero" gruppo fondamentale (un vrai groupe fondamental, lo chiamò in francese), la cui esistenza congetturava, già all'inizio degli anni Sessanta, nel suo celebre SGA 1, Chapitre X. Dovette passare più di un decennio prima che venisse alla luce un primo risultato sull'esistenza dello schema in gruppi fondamentale. Come accennato nell'introduzione questo risultato si deve a Madhav Nori che nel 1976 pubblicò la sua prima costruzione di questo nuovo oggetto {\displaystyle \pi _{1}(X,x)} per schemi definiti su campi. Per quanto riguarda il nome decise di abbandonare il nome di vero gruppo fondamentale suggerito da Grothendieck e lo chiamò invece, come lo conosciamo oggi, schema in gruppi fondamentale ("fundamental group scheme" in inglese). È anche spesso indicato come {\displaystyle \pi ^{N}(X,x)}, dove {\displaystyle N} sta per Nori, per distinguerlo dai precedenti gruppi fondamentali e dalle sue generalizzazioni più moderne. La dimostrazione dell'esistenza di {\displaystyle \pi _{1}(X,x)} per schemi definiti su schemi regolari di dimensione 1 dovette attendere circa altri quaranta anni. Esistono varie generalizzazioni come ad esempio lo {\displaystyle S}-schema in gruppi fondamentale {\displaystyle \pi ^{S}(X,x)} e lo schema in gruppi fondamentale quasi finito {\displaystyle \pi ^{\text{qf}}(X,x)}.

## Definizione e costruzione
La definizione originaria e la prima costruzione sono state proposte da Nori per schemi {\displaystyle X} definiti su un campo. Finora esistono solo teorie complete per schemi definiti su schemi di dimensione 0 (spettri di campi) o dimensione 1 (schemi di Dedekind), quindi questo è ciò che verrà discusso di seguito.

### Definizione
Sia {\displaystyle S} uno schema di Dedekind (che può essere lo spettro di un campo) e {\displaystyle f\colon X\to S} un morfismo fedelmente piatto, localmente di tipo finito. Si supponga che {\displaystyle f} abbia una sezione {\displaystyle x\in X(S)}. Allora {\displaystyle X} ha uno schema in gruppi fondamentale {\displaystyle \pi _{1}(X,x)} se esiste un {\displaystyle \pi _{1}(X,x)}-torsore {\displaystyle {\hat {X}}\to X} pro-finito e piatto, con una sezione {\displaystyle {\hat {x}}\in {\hat {X}}_{x}(S)} tale che per qualsiasi {\displaystyle G}-torsore finito {\displaystyle Y\to X} con una sezione {\displaystyle y\in Y_{x}(S)} c'è un morfismo unico di torsori {\displaystyle {\hat {X}}\to Y} che manda {\displaystyle {\hat {x}}} in {\displaystyle y}.

### Su un campo
Al giorno d'oggi ci sono diversi risultati di esistenza per lo schema in gruppi fondamentale di uno schema {\displaystyle X} definito su un campo {\displaystyle k}. Spetta a Nori il primo risultato di esistenza nel caso in cui {\displaystyle k} è un campo perfetto e {\displaystyle X\to {\text{Spec}}(k)} è un morfismo proprio di schemi con {\displaystyle X} schema ridotto e connesso. Supponendo l'esistenza di una sezione {\displaystyle x\colon {\text{Spec}}(k)\to X}, quindi lo schema in gruppi fondamentale {\displaystyle \pi _{1}(X,x)} di {\displaystyle X} in {\displaystyle x} è costruito come lo schema in gruppi affine naturalmente associato alla categoria tannakiana neutra (su {\displaystyle k} ) dei fibrati vettoriali essenzialmente finiti {\displaystyle X}. Nori dimostra anche che lo schema in gruppi fondamentale esiste quando {\displaystyle k} è un campo qualsiasi e {\displaystyle X} è uno schema di tipo finito su {\displaystyle k}, ridotto e connesso. In questa situazione tuttavia non sono coinvolte le categorie tannakiane. Da allora numerosi altri risultati di esistenza sono venuti alla luce, compresi alcuni risultati per schemi non ridotti.

### Su uno schema Dedekind
Sia {\displaystyle S} uno schema di Dedekind di dimensione 1, {\displaystyle X} uno schema connesso e {\displaystyle X\to S} un morfismo fedelmente piatto localmente di tipo finito. Supponiamo che esista una sezione {\displaystyle x\colon S\to X}. In questo caso l'esistenza dello schema in gruppi fondamentale {\displaystyle \pi _{1}(X,x)} come schema in gruppi su {\displaystyle S} è stato dimostrata da Marco Antei, Michel Emsalem e Carlo Gasbarri nelle seguenti situazioni:
- quando per ogni {\displaystyle s\in S} le fibre {\displaystyle X_{s}} sono ridotte;
- quando per ogni {\displaystyle x\in X\setminus X_{\eta }} l'anello locale {\displaystyle {\mathcal {O}}_{x}} è integralmente chiuso (ad esempio quando {\displaystyle X} è normale).

Nel caso di uno schema di Dedekind, tuttavia, non è necessario limitarsi solo a schemi in gruppi finiti: infatti gli schemi in gruppi quasi finiti sono anch'essi una generalizzazione molto naturale degli schemi in gruppi finiti sui campi. Questo è il motivo per cui Antei, Emsalem e Gasbarri hanno definito anche lo schema in gruppi fondamentale quasi finito {\displaystyle \pi ^{\text{qf}}(X,x)} come segue: sia {\displaystyle S} uno schema di Dedekind e {\displaystyle f\colon X\to S} un morfismo fedelmente piatto, localmente di tipo finito. Si supponga che {\displaystyle f} abbia una sezione {\displaystyle x\in X(S)}. Si dice che {\displaystyle X} ha uno schema in gruppi fondamentale quasi finito {\displaystyle \pi ^{\text{qf}}(X,x)} se esiste un {\displaystyle \pi ^{\text{qf}}(X,x)}-torsore {\displaystyle {\hat {X}}\to X}, pro-quasi-finito e piatto con una sezione {\displaystyle {\hat {x}}\in {\hat {X}}_{x}(S)} tale che per ogni {\displaystyle G} -torsore {\displaystyle Y\to X} quasi-finito con una sezione {\displaystyle y\in Y_{x}(S)} c'è un morfismo unico di torsori {\displaystyle {\hat {X}}\to Y} che manda {\displaystyle {\hat {x}}} in {\displaystyle y}. L'esistenza di {\displaystyle \pi ^{\text{qf}}(X,x)} quando per ogni {\displaystyle s\in S} le fibre {\displaystyle X_{s}} sono integrali e normali.

## Proprietà

### Relazioni con il gruppo fondamentale dell'étale
Si può considerare il più grande quoziente pro-étale di {\displaystyle \pi _{1}(X,x)}. Quando lo schema di base {\displaystyle S} è lo spettro di un campo algebricamente chiuso {\displaystyle k} questi coincide quindi con il gruppo fondamentale étale {\displaystyle \pi ^{\text{ét}}(X,x)}. Più precisamente il gruppo di punti {\displaystyle \pi _{1}(X,x)(k)} è isomorfo a {\displaystyle \pi ^{\text{ét}}(X,x)}.

### La formula prodotto
Siano {\displaystyle X} e {\displaystyle Y} due schemi proiettivi lisci qualsiasi su un campo algebricamente chiuso {\displaystyle k} la formula prodotto, che afferma che {\displaystyle \pi _{1}(X,x)\times _{k}\pi _{1}(X,x)\simeq \pi _{1}(X\times _{k}Y,x\times _{k}y)} è stata dimostrata da Vikram Mehta e Subramanian. Questo risultato era già stato congetturato da Nori.